# Tibouchina noblickii
Tibouchina noblickii är en tvåhjärtbladig växtart som beskrevs av John Julius Wurdack. Tibouchina noblickii ingår i släktet Tibouchina och familjen Melastomataceae. Inga underarter finns listade i Catalogue of Life.